# Basse-Kotto
Basse-Kotto – prefektura w Republice Środkowoafrykańskiej z siedzibą w Mobaye. Wchodzi w skład regionu Haut-Oubangui.
Prefektura ta leży w środkowo-południowej części kraju i graniczy z Demokratyczną Republiką Kongo (granica przebiega wzdłuż rzeki Ubangi). Na wschodzie Basse-Kotto graniczy z prefekturą Mbomou, na zachodzie z prefekturą Ouaka, na północy zaś z prefekturą Haute-Kotto.
Powierzchnia Basse_kotto wynosi 17 604 km². W 1988 zamieszkiwało ją 179 676, a w 2003 roku 249 150 osób.
W skład Basse-Kotto wchodzi 6 podprefektur (sous-préfectures) i 15 gmin (communes):
- podprefektura Alindao
  - Alindao
  - Bakou
  - Bangui-Ketté
  - Guiligui
  - Yambélé-Ewou
- podprefektura Kembé
  - Kembé
  - Mboui
- podprefektura Mingala
  - Kotto
  - Séliba
  - Siriki
- podprefektura Mobaye
  - Mbéima
  - Mobaye
- podprefektura Satéma
  - Kotto-Oubangui
- podprefektura Zangba
  - Ouambé
  - Yabongo